# ジョン・バン・リン
ジョン・バン・リン（John Van Ryn, 1905年6月30日 - 1999年8月7日）は、アメリカ・バージニア州ニューポートニューズ出身の男子テニス選手。フルネームは John William Van Ryn Jr. （ジョン・ウィリアム・バン・リン・ジュニア）という。1920年代から1930年代にかけて、アメリカを代表するダブルスのスペシャリストとして活躍した選手である。彼はウィルマー・アリソンやジョージ・ロットと組んで多くの好成績を出し、とりわけアリソンとは男子テニス国別対抗戦・デビスカップのアメリカ代表選手として、チームの歴史に残る記録を残した。彼は1930年に、同じくダブルスの名選手であったマージョリー・グラッドマンと結婚した。

## 来歴
ジョン・バン・リンは1923年ウィンブルドン選手権でテニス界にデビューし、1929年からデビスカップのアメリカ代表選手に選ばれた。彼のデ杯デビューは、5月16日-18日に行われた「アメリカン・ゾーン」準々決勝のカナダ戦で、5月23日-25日の準決勝で日本と対戦した。アメリカ・チームはバン・リンとジョン・ヘネシーの2人、日本チームは太田芳郎と安部民雄の2人が出場し、アメリカが4勝1敗で勝ったが、シングルス第4試合でバン・リンが太田に 4-6, 7-5, 6-2, 4-6, 5-7 で敗れたことがあった。彼は8年間のデ杯代表経歴を通じて、シングルスは通算「7勝1敗」であったが、この1敗は太田芳郎によるものだった。 5月30日-6月1日に行われたアメリカン・ゾーン決勝の対キューバ戦で、バン・リンは初めてウィルマー・アリソンとコンビを組んだ。ここで意気投合した2人は、1929年のウィンブルドン選手権男子ダブルスで初優勝を決め、デ杯米国代表チームの不可欠な戦力になっていく。バン・リンとアリソンのコンビネーションは、ネット・プレーの得意なバン・リンが右側のコートから返球し、アリソンが左側を受け持つスタイルだったという。このペアは当時の男子テニス界において、優れたダブルス・チームの代名詞のような存在になっていった。
1930年、バン・リンとアリソンはウィンブルドン選手権の男子ダブルスで2連覇を達成し、この年から1936年までの間に、全米選手権の男子ダブルスで6度の決勝戦に進出した。1931年がジョン・バン・リンのテニス経歴を通じて、単複ともに最も好調だった年である。彼は全仏選手権から全米選手権まで、4大大会男子ダブルス3連勝を成し遂げ、3大会連続でシングルスのベスト8に進出した。ダブルスの優勝パートナーは、全仏選手権とウィンブルドン選手権はジョージ・ロットで、全米選手権はアリソンであった。全仏選手権は1931年が唯一の出場で、ロットと組んだ男子ダブルスで優勝し、シングルスは準々決勝で日本の佐藤次郎に 6-8, 6-1, 6-2, 4-6, 3-6 で敗れた。 ウィンブルドン選手権の男子ダブルスでも、ロットとバン・リンのコンビで優勝し、バン・リンはウィンブルドンの男子ダブルスで3連覇を達成した。この大会のシングルス準々決勝ではフレッド・ペリーに敗退する。全米選手権では再びアリソンとのコンビに戻り、シングルスで3年連続のベスト8に入った。アメリカ人の男子テニス選手として、全仏選手権から全米選手権まで4大大会男子ダブルス3連勝を成し遂げた選手は、今なおバン・リン1人だけである。
全米選手権の男子ダブルスで、ジョン・バン・リンとウィルマー・アリソンは1930年-1932年・1934年-1936年の6度決勝に進出し、そのうち1931年と1935年の2度優勝した。かつてフレッド・アレクサンダーとハロルド・ハケットの組が1905年から1911年までの「7年連続」で全米男子ダブルス決勝に進んだことがあり、バン・リンとアリソンは同一ペアとして大会歴代2位記録を残した。1935年、バン・リンとアリソンは久々のウィンブルドン男子ダブルス決勝に進んだが（バン・リンは4年ぶり4度目、アリソンは5年ぶり3度目）当時進境著しかったオーストラリアペアのジャック・クロフォード＆エイドリアン・クイスト組に 3-6, 7-5, 2-6, 7-5, 5-7 で敗れ、ウィンブルドンでのさらなるチャンスを逃した。この試合について、バン・リン本人は「第5セットで僕たちにマッチ・ポイントがあった。彼らがまぐれ当たりのロブショットを上げて、僕の簡単なボールだったのに…あの場面がまずかった」と、後日にもこの逆転負けを悔やんでいたという。
シングルスでのジョン・バン・リンは、全仏選手権・ウィンブルドン選手権・全米選手権ともベスト8が自己最高成績で、1931年に全仏選手権・ウィンブルドン選手権・全米選手権で3大会連続のシングルス・ベスト8に入った。全米選手権では1929年-1931年と1936年・1937年の5度ベスト8に進出しているが、全仏選手権とウィンブルドン選手権の8強入りは1931年だけである。彼にとって唯一の準々決勝で敗れた相手は、全仏選手権は佐藤次郎で、ウィンブルドン選手権はフレッド・ペリーであった。1929年全米選手権では、初進出の準々決勝でビル・チルデンに敗れる前に、4回戦で安部民雄を 6-3, 8-6, 5-7, 6-4 で退けたこともある。彼はテニス経歴を通じて、少なくとも3人の日本人男子選手と対戦したことになる。
ジョン・バン・リンは1929年から1936年までの間に、デビスカップでシングルス7勝1敗、ダブルス22勝2敗（総計29勝3敗）の成績を残した。彼はダブルス通算勝利数（22勝2敗）で米国チーム歴代1位記録保持者であり、パートナーはウィルマー・アリソンと組んで「14勝2敗」（米国ダブルス・チームの歴代1位タイ）、ジョージ・ロットと組んで6戦全勝、ジョン・ヘネシーと組んで2戦2勝の成績であった。半世紀後の1980年代にジョン・マッケンローとピーター・フレミングがデ杯米国チームのダブルスで「14勝1敗」を記録し、バン・リン＆アリソン組の記録に並んだ。（2009年3月7日、ボブとマイクの「ブライアン兄弟」がデビスカップで15勝目を挙げ、14勝タイの2組を抜いてアメリカの「ベスト・ダブルス・チーム」（同一ダブルスチームの最多勝利数）になった。）アメリカ・チーム代表選手としての出場試合数でも、ジョン・バン・リンとウィルマー・アリソン、ビック・セイシャス、スタン・スミスの4名が「24試合」でチーム2位タイに並び、マッケンローが「30試合」出場で単独1位に立った。（デビスカップ用語：各チームの成績表［例：アメリカ］においては“No. of Ties”という欄があるが、“Tie”とは国と国との対戦を指す。例：デビスカップの「アメリカ対日本」戦というとき、これが1つの「タイ」となるが、各タイの中は5試合で構成される。バン・リンは“No. of Ties”で24のタイに出場し、チーム歴代2位タイに立っている。）
1963年、ジョン・バン・リンはダブルス・パートナーのウィルマー・アリソンと一緒に国際テニス殿堂入りを果たす。彼は同年代のライバル選手たちの中では最も長生きし、1999年8月7日にフロリダ州パームビーチにて94歳の高齢で亡くなった。

## 4大大会ダブルス優勝
- 全仏選手権　男子ダブルス：1勝（1931年）
- ウィンブルドン選手権　男子ダブルス：3勝（1929年-1931年）　［準優勝1度：1935年］
- 全米選手権　男子ダブルス：2勝（1931年・1935年）　［準優勝4度：1930年・1932年・1934年・1936年］